# 光叶堇菜
光叶堇菜（学名：Viola hossei）是堇菜科堇菜属的植物。分布于马来西亚、越南、缅甸、泰国以及中国大陆的海南、四川、云南、贵州、江西、广西、湖南等地，生长于海拔2,000米的地区，多生在溪畔、阴蔽林下、林缘以及沟边岩石缝隙中。